# ITIL
ITIL (Information Technology Infrastructure Library, heute nur mehr als Akronym in Verwendung) ist ein Best-Practice-Leitfaden und der De-facto-Standard (Industriestandard) im Bereich IT-Service-Management.

## Geschichte und Entwicklung
ITIL wurde in den 1980er Jahren von britischen Regierungsbehörden in England entwickelt (bis 2000: Central Computing and Telecommunications Agency (CCTA), 2000–2010: Office of Government Commerce (OGC), 2010–2013: Cabinet Office, seit 2014: AXELOS). Zwischen 1989 und 1998 entstanden insgesamt 34 verschiedene Dokumente, die später als Version 1 bezeichnet wurden. Von 1999 bis 2004 folgten die konsolidierten Publikationen der Version 2, die eine Struktur nach den Aufgaben im ITSM haben. 2005 wurde mit der ISO 20000 ein ITIL-orientiertes Zertifizierungsmodell für Organisationen geschaffen, das zuletzt im Jahr 2018 aktualisiert wurde. Im Juni 2007 ist ITIL v3 veröffentlicht worden, das sich in der Struktur am Service-Lebenszyklus orientiert, im Juli 2011 wurde unter dem Titel ITIL 2011 Edition eine Aktualisierung von ITIL v3 veröffentlicht. Seit 2014 ist ITIL eine Schutzmarke von AXELOS, einem Joint Venture zwischen CAPITA (51 %) und Cabinet Office (49 %). Von Februar 2019 bis September 2020 entstand mit ITIL 4 die derzeit letzte Aktualisierung.

## ITIL 4
ITIL 4 bringt einige neue Gedanken ein und entwickelt bestehende Inhalte von ITIL v3 weiter. ITIL 4 nennt zwei Schlüsselelemente:
1. Service Value System (SVS)[7]
2. Modell der vier Dimensionen

### Service Value System
Als erstes Schlüsselelement definiert die ITIL 4 Edition das Service-Value-System (SVS). ITIL benennt folgende fünf Kernkomponenten des ITIL SVS:

#### ITIL-Service-Wertschöpfungskette
Die Service-Wertschöpfungskette beschreibt ein operatives Modell mit sechs Aktivitäten:
- Planung – Die Aktivität stellt die übergreifende Planung über das Vier-Dimensionen-Modell, alle Produkte und Services in der gesamten Organisation sicher, die sich aus einem gemeinsamen Verständnis der Vision, des aktuellen Status und den Verbesserungsvorschlägen ableitet.
- Verbesserung – Mit dieser Aktivität werden die fortlaufenden Verbesserungen der Produkte, Services, Praktiken über alle Wertschöpfungsaktivitäten und dem Vier-Dimensionen-Modell sichergestellt.
- Engagement – Diese Aktivität stellt eine übergreifende und transparente Sicht auf alle Anforderungen sicher.
- Design and Transition – Mit dieser Aktivität wird gewährleistet, dass die Produkte und Services den Erwartungen an Qualität, Kosten und Marktbereitschaft entsprechen.
- Erhalten/Erstellen  – Durch diese Aktivitäten wird sichergestellt, dass alle Servicebestandteile entsprechend der vereinbarten Spezifikation verfügbar sind.
- Bereitstellung und Support – Alle Services müssen entsprechend der vereinbarten Spezifikationen geliefert und betreut werden.

#### ITIL-Grundprinzipien
Als ITIL-Grundprinzipien und des Servicemanagements im Allgemeinen werden die folgenden Punkte bezeichnet, die auch in anderen Rahmenwerken, Normen oder Methoden wie Lean, Agile, DevOps, COBIT, PRINCE2 und weiteren benannt werden.
- Werteorientierung – Es muss immer direkt oder indirekt Wertzuwachs erzeugt werden.
- Dort beginnen, wo man steht – Die guten Fähigkeiten müssen behalten werden und wo notwendig verbessert werden.
- Iterative Weiterentwicklung mit Feedback – Verbesserungen sind in kleinen, häufigen Schritten zu gestalten und zu bewerten.
- Zusammenarbeiten und Transparenz fördern – In jeder Zusammenarbeit mit Teams, Anforderern und Partnern muss Transparenz bestehen.
- Ganzheitlich denken und arbeiten – Die Verantwortung ist Ende-zu-Ende – im Service und im SVS.
- Auf Einfachheit und Praktikabilität achten – Es kommt auf den richtigen Umfang bei Prozessen, Werkzeugen und Ressourcen an.
- Optimieren und Automatisieren – Manuelle Arbeit ist fehleranfällig. Menschliche Interaktionen sollen nur dort eingesetzt werden, wo es sinnvoll und notwendig ist.

#### Governance
Governance als System, das die gesamte Organisation steuert und eine Richtung vorgibt.

#### ITIL Practices
Die bisher in ITIL v3 als ITIL-Prozesse bekannten Inhalte gehen in Empfehlungsrichtlinien über, die sogenannten ITIL Practices. Sie gliedern sich in 14 Allgemeine Management Practices, 17 Service Management Practices und drei Technische Management Practices.
Die aus ITIL v3 als Prozesse bekannten Inhalte werden in ITIL 4 als 34 Practices beschrieben. Sie sind Teil des ITIL-SVS. Jede Practice ist in Bezug auf die sechs Aktivitäten der ITIL-Service-Wertschöpfungskette zu betrachten.
| Allgemeine Management Practices | Service Management Practices | Technische Management Practices                                                                        |
| --- | --- | --- |
| - Strategy Management - Portfolio Management - Architecture Management - Service Financial Management - Workforce and Talent Management - Continual Improvement - Measurement and Reporting - Risk Management - Information Security Management - Knowledge Management - Organizational Change Management - Project Management - Relationship Management - Supplier Management | - Business Analysis - Service Catalogue Management - Service Design - Service Level Management - Availability Management - Capacity and Performance Management - Service Continuity Management - Monitoring and Event Management - Service Desk - Incident Management - Service Request Management - Problem Management - Release Management - Change Enablement - Service Validation and Testing - Service Configuration Management - IT Asset Management | - Deployment Management - Infrastructure and Platform Management - Software Development and Management |

#### Continual Improvement
Im ITIL-SVS gibt es drei Ebenen der kontinuierlichen Serviceverbesserung:
- Das ITIL Continual Improvement-Modell, das aus den bisherigen ITIL-Versionen bekannt ist.
  - Was ist unsere Vision?
  - Wo stehen wir jetzt?
  - Wo wollen wir hin?
  - Wie kommen wir dorthin?
  - Maßnahmen ergreifen
  - Haben wir dieses Ziel erreicht?
  - Wie halten wir die Dynamik aufrecht?
- Die Aktivität Verbesserung der ITIL Service-Wertschöpfungskette, die dort vorgestellt wurde.
- Die Practice Continual Improvement, die die täglichen, operativen Aktivitäten umfasst und bei den weiteren ITIL Practices beschrieben ist.

### Modell der vier Dimensionen
Das zweite Schlüsselelement von ITIL 4 ist das Modell der vier Dimensionen. Dieses sichert ein vollständiges Vorgehen für das Servicemanagement ab. Die vier Dimensionen zitieren die bisherigen 4 Ps von ITIL v3 – Personen, Produkte, Partner und Prozesse. Jede Komponente des SVS hat die folgenden Dimensionen zu beachten:

#### Organisationen und Menschen
Die Menschen sind der Schlüssel und jede Person soll ein klares Verständnis ihres Beitrags zum SVS haben. Die Organisation deckt die formale Struktur, die Unternehmenskultur und ein passendes Niveau von Kapazitäten und Kompetenzen ab.

#### Informationen und Technologie
In dieser Dimension werden alle Informationen in den Services und im Umfeld betrachtet einschließlich des Wissens um sie zu schützen, zu steuern und zu archivieren. Technologie ist ein Haupttreiber des Erfolgs im Servicemanagement. Es kann sich dabei um Künstliche Intelligenz, Maschinelles Lernen, die Nutzung mobiler Plattformen, Cloud-Lösungen, Zusammenarbeitswerkzeuge, automatisiertes Testen und Betrieb genauso handeln wie Kontinuierliche Integration (continuous integration) / Continuous deployment / Continuous Delivery.

#### Partner und Lieferanten
Jeder Serviceanbieter nutzt andere Organisationen um seinen eigenen Wertbeitrag zu schaffen. Die eigene Strategieentscheidung für die Einbindung anderer wird von Faktoren wie dem eigenen Strategiefokus, der Unternehmenskultur, der Ressourcenkritikalität, Kostenüberlegungen, den eigenen Kenntnissen im Thema, externen Vorgaben und den Bedarfen gesteuert.

#### Wertströme und Prozesse
Als Wertstrom wird die Serie der Schritte gesehen, die Werte als Produkt oder Service schaffen. Für jedes Produkt und jeden Service muss in der Organisation eine Definition des Wertestroms bestehen.
Prozesse mit ihren Aktivitäten erzeugen aus einem Einsatz ein Ergebnis. Die Prozesse unterfangen den Wertstrom. Der Serviceanbieter wird dabei von politischen, ökonomischen, sozialen, technologischen, gesetzlichen und ökologischen Faktoren beeinflusst.

## ITIL v3/Edition 2011
ITIL v3 ist eine Sammlung vordefinierter Prozesse, Funktionen und Rollen, wie sie typischerweise in jeder IT-Infrastruktur mittlerer und großer Unternehmen vorkommen. ITIL v3 besteht aus fünf Kernbänden mit 26 Kernprozessen die Komponenten und Abläufe des Lebenszyklus von IT-Services im IT-Service-Management beschreiben. Eine Kernanforderung an die Prozesse in ITIL v3 ist dabei die Messbarkeit. Die praktische Zuweisung der Tätigkeiten erfolgt anhand von Rollen und Funktionen. Es handelt sich dabei um Best-Practice-Vorschläge, die an die Bedürfnisse des Unternehmens angepasst werden müssen.

### Buchtitel der ITIL-Publikationen

Zusammenhänge verschiedener Themen verteilt auf die einzelnen Publikationen

Die ITIL gliedert sich entsprechend der Service-Lebenszyklen in mehrere Bände. Diese werden als Gesamtwerk gebündelt und zuerst mit einer Versionsnummer und nun (2011) mit dem Ausgabejahr versehen veröffentlicht. Die derzeit gültige Version ist die Ausgabe (engl. Edition) 2011. Bestand die Version 2 noch aus sieben Kernpublikationen und einem zusammenfassenden Band, besteht die auf der Version 3 (2007) beruhende aktuelle Ausgabe 2011 aus einer umfassenden Einführung sowie fünf Bänden für die Kernbereiche des IT-Servicemanagements. Die Kernpublikationen der Ausgabe 2011 sind:
- Servicestrategie (engl. Service Strategy, SS)[22]
- Serviceentwicklung (engl. Service Design, SD)[23]
- Serviceinbetriebnahme (engl. Service Transition, ST)[24]
- Servicebetrieb (engl. Service Operation, SO)[25]
- Kontinuierliche Serviceverbesserung (engl. Continual Service Improvement, CSI)[26]

### Inhalt der Bücher

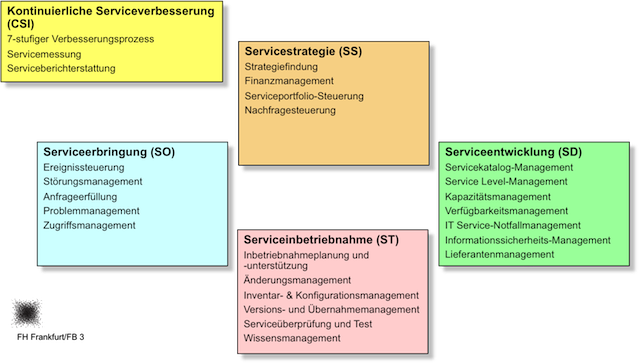
Prozessgruppen und Prozesse in ITIL v3/2007

#### Servicestrategie
Dieses Buch befasst sich mit dem konzeptionellen und strategischen Hintergrund von IT-Dienstleistungen. Es umfasst Definition, Spezifikation, Logistik und finanzielle Aspekte aus der Geschäftsperspektive. Außerdem beschreibt es die Zielsetzung des Service-Life-Cycle.

#### Serviceentwicklung
Dieses Buch befasst sich mit den architektonischen Rahmenbedingungen zur Entwicklung. Es umfasst Definition, Spezifikation, Logistik und Sicherheitsaspekte aus der operativen Perspektive. Es versucht die Geschäftsperspektive praktisch in Service-Leistung zu übertragen und beschreibt die Funktionsweise und den Leistungsumfang der Prozesse in Anlehnung an die unternehmerischen Bedürfnisse und der dazu notwendigen Parameter.

#### Überführung der Dienstleistung (in den Betrieb)
Dieses Buch behandelt die Umsetzung der geschäftlichen Anforderungen in konkrete IT-Dienstleistungen. Der Schwerpunkt liegt auf der Funktion Änderungsmanagement und damit auf der standardisierten Inbetriebnahme und Wartung von Service-Leistungen. Es enthält Risiko-Analyse, Kostenrechnung, sichere Auslieferung und Gewährleistung für eine stabile Erfüllung der Leistungsverpflichtung.
„Inbetriebnahme“ in der üblichen Verwendung im Deutschen (erstmalige bestimmungsmäßige Verwendung, Beginn des Betriebes) ist nur ein Teil der „Überführung“ und erfolgt erst nach Auslieferung, Freigabe, Eignungsprüfung, Test und Abnahme. Dieser Begriff ist somit nicht geeignet als Übersetzung für „Transition“ im Sinne von ITIL und ist dort nicht enthalten bzw. definiert.

#### Servicebetrieb
Dieses Buch beschreibt den operativen Teil, der notwendig ist, um die vereinbarte Leistung im täglichen Betrieb möglichst störungsfrei aufrechtzuerhalten und zu sichern.

#### Kontinuierliche Serviceverbesserung
Das Thema dieses Buches ist die Optimierung der Servicequalität. Die nachhaltige Steigerung der Service-Leistung und -Qualität hilft, den geschäftlichen Erfolg eines Unternehmens langfristig zu sichern. Die Kapitel umfassen deshalb Methoden der Festlegung und Einführung von Leistungsparametern und Messgrößen, die Überwachung von Zielvereinbarungen, die Identifikation von Schwachpunkten und die Umsetzung von Service-Verbesserungen.

### Kapitelstruktur der Bücher
Anders als in der Version 1 und 2 sind alle Publikationen der Version 3 nach dem gleichen Kapitelmuster aufgebaut. Mit der einheitlichen und konsistenten Struktur in allen Büchern soll eine einfache Orientierung ermöglicht werden. In jedem Buch führt zunächst ein Abschnitt in das Thema des jeweiligen Buches ein. Es folgen eine Übersicht, eine Einordnung des behandelten Themas in den ITIL-Kontext und die Beschreibung des Zwecks und der Ziele des Buches. Die folgenden Abschnitte behandeln die konkreten zum Thema gehörenden Prozesse. Dazu gehören Informationen über die Nutzung, die Prinzipien der Nutzbarkeit, die Voraussetzungen für die Einführung der Prozesse, die in den Prozessen verwendeten Methoden, Praktiken und Werkzeuge und Anleitungen zur Implementierung von Dienstleistungen und zur Umsetzung der Strategien. Jedes Buch enthält zudem eher wirtschaftlich orientierte Abschnitte zur Überwachung der Prozesse, den Herausforderungen an die Prozesse, kritische Erfolgsfaktoren und typische Risiken. Den Abschluss bilden jeweils eine Zusammenfassung und ein umfangreicher Anhang mit Verweisen, Anmerkungen, Beispielen und einem Glossar.

## Umfeld
Die ITIL ist im folgenden Umfeld einzuordnen:
- Prozessmanagement (auch Geschäftsprozessmanagement, GPM): Definition und Steuerung der Prozesse eines Unternehmens.
- IT-Service-Management (ITSM): Methoden, die nötig sind, um die bestmögliche Unterstützung von Geschäftsprozessen (GP) durch die IT-Organisation zu erreichen. Der De-facto-Standard ist ITIL.
- Business Service Management (BSM): Die Verbindung zwischen Prozessmanagement und ITSM. Es befasst sich mit den wirtschaftlichen Zusammenhängen von IT-Leistungen und Geschäftsprozessen im Unternehmen.

### ITIL und ISO/IEC 20000
Zeitlich und inhaltlich liegt zwischen ITIL v2 und v3 die internationale Norm ISO/IEC 20000, die aus dem britischen Standard BS 15000 entwickelt wurde. Anders als ITIL adressiert die Norm das Managementsystem von Firmen. Sie können die Abläufe ihrer IT-Organisation nach den Anforderungen der Norm auditieren und zertifizieren lassen.
Der erste, normative Teil des Standards (ISO/IEC 20000-1:2011) legt Mindestanforderungen für ein Service-Management-System fest. Unter anderem gehören hierzu Anforderungen an jeden der 13 Management-Prozesse der ISO/IEC 20000. Diese 13 Prozesse stimmen weitgehend mit den 10 Prozessen der Publikationen Service Support und Service Delivery aus der ITIL Version 2 überein. Im Vergleich zur ITIL Version 2 kommen die Prozesse Service Reporting, Information Security Management, Business Relationship Management und Supplier Management hinzu, während die ITIL-Prozesse IT Service Continuity Management und Availability Management im Prozess Service Continuity & Availability Management der ISO/IEC 20000 zusammengefasst werden.

### ITIL und Projektmanagement
ITIL v3 ist keine Projektmanagementmethode, sondern ein durch eine Dokumentensammlung unterstützter Ansatz, Prozesse als zyklische Verbesserungsketten zu betrachten. Die von AXELOS empfohlene Projektmanagementmethode ist PRINCE2.

### Andere ITSM-Frameworks
Neben der ITIL gibt es andere Frameworks zum IT-Service-Management, zum Beispiel:
- COBIT: Ein umfassendes IT-Service-Management soll in ein IT-Governance-Framework eingebunden werden. Die Konzepte der ITIL und der darin beschriebenen Prozesse sind in dem IT-Governance-Framework COBIT abbildbar. In Deutschland hat der Arbeitskreis ITIL-COBIT-Mapping[28] des itSMF 2008 und 2011 eine vollständige Zuordnung der beiden Frameworks in den jeweils aktuellen Versionen erstellt und als Buch veröffentlicht. Auf internationaler Ebene arbeitet die OGC (Herausgeber der ITIL) und ITGI (Herausgeber von COBIT) an einer Gegenüberstellung der Modelle.
- Business Process Framework eTOM: eTOM verwendet ein wesentlich umfassenderes Prozessmodell, das nicht nur Management-Prozesse, sondern auch viele operative Prozesse für die Service-Bereitstellung beinhaltet. Im Unterschied zu ITIL, das lediglich Prozesse definiert, verfügt eTOM auch über ein Datenmodell zu jedem Detailprozess. Dies ermöglicht es Unternehmen, ihre Applikationslandschaft so zu gestalten, dass die Datenobjekte zwischen den verwendeten Applikationen leichter austauschbar sind.
- FitSM,[29] ein Standard, dessen Teile unter Creative-Commons-Lizenzen veröffentlicht werden, hat ein so genanntes leichtgewichtiges Service-Management zum Ziel. FitSM verwendet ein vereinfachtes, stark an ITIL Version 2 und ISO/IEC 20000 erinnerndes Prozessrahmenwerk und umfasst diverse Vorlagen für ITSM-Dokumente wie z. B. SLAs.
- Herstellermodelle richten ihr IT-Service-Management zunehmend an der ITIL aus, beispielsweise basiert das Microsoft Operations Framework (MOF) in weiten Teilen auf den Konzepten der ITIL, da es aus dieser heraus für Microsoft entwickelt wurde.

## Gegenüberstellung der Prozesse (ITIL v3) und Practices (ITIL 4)
Die wesentlichen Inhalte von ITIL v3 sind die Prozesse, die zugehörigen Rollen und die Werkzeuge. Neuerungen von ITIL v3 sind die Vorschläge für die Strukturen einer Aufbauorganisation sowie betriebswirtschaftliche und strategische Themen. Die Prozesse in ITIL v3 entsprechen, soweit sie den gleichen Namen tragen, den bisherigen Management-Bereichen von ITIL v2. In ITIL v3 wurde eine Vielzahl von Prozessen neu definiert. Beispiele hierfür sind der aus dem Incident Management ausgegliederte Prozess Request Fulfilment oder das neu geschaffene Knowledge Management. Einen Vergleich der Prozesse von ITIL v3 und ITIL v2 enthält die nachfolgende Tabelle. In die Tabelle wurden zusätzlich zu den Prozessen der v3 auch die Funktionen aufgenommen, da einige Managementbereiche der v2 nun als Funktion in der v3 benannt werden. Ein „-“ in der Spalte Managementbereich bedeutet, dass es keinen vergleichbaren Managementbereich in der v2 gibt. Es bedeutet nicht, dass der Inhalt in der v2 fehlt. Er ist dann in verschiedenen Teilen enthalten. Ist der Managementbereich in Klammern gesetzt, bedeutet dies, dass es keine 1:1-Zuordnung der Inhalte gibt. In ITIL Edition 2011 gibt es 26 Prozesse, es wurden gegenüber ITIL v3 zwei neue, zusätzliche Prozesse eingeführt: Business Relationship Management (SS) und Design Coordination (SD). Der Prozess Strategy Generation (SS) wurde durch Strategy Management for IT Services ersetzt, der Prozess Financial Management (SS) wurde wieder in Financial Management for IT Services zurück umbenannt, der Prozess Evaluation (ST) wird nun Change Evaluation benannt. Mit ITIL 4 werden die Prozesse nun als Practices bezeichnet.
| Zuordnung der Prozesse und Funktionen in den Versionen 4, Edition 2011, v3 und v2. | Zuordnung der Prozesse und Funktionen in den Versionen 4, Edition 2011, v3 und v2. | Zuordnung der Prozesse und Funktionen in den Versionen 4, Edition 2011, v3 und v2.     | Zuordnung der Prozesse und Funktionen in den Versionen 4, Edition 2011, v3 und v2.     | Zuordnung der Prozesse und Funktionen in den Versionen 4, Edition 2011, v3 und v2.     | Zuordnung der Prozesse und Funktionen in den Versionen 4, Edition 2011, v3 und v2. | Zuordnung der Prozesse und Funktionen in den Versionen 4, Edition 2011, v3 und v2. |
| Practice-Bereiche ITIL 4                                                           | Practice ITIL 4                                                                    | Publikation (v3 und Edition 2011)                                                      | Prozess/Funktion (Edition 2011)                                                        | Prozess/Funktion (v3)                                                                  | Managementbereich (v2)                                                             | Publikation (v2)                                                                   |
| ---------------------------------------------------------------------------------- | ---------------------------------------------------------------------------------- | -------------------------------------------------------------------------------------- | -------------------------------------------------------------------------------------- | -------------------------------------------------------------------------------------- | ---------------------------------------------------------------------------------- | ---------------------------------------------------------------------------------- |
| Allgemeine Management Practices                                                    | Strategy Management                                                                | Service Strategy                                                                       | Strategy Management for IT Services                                                    | Strategy Generation                                                                    | -                                                                                  | Business Perspective                                                               |
| Allgemeine Management Practices                                                    | Service Financial Management                                                       |                                                                                        | Financial Management for IT Services                                                   | Financial Management                                                                   | Financial Management for IT-Services                                               | Service Delivery                                                                   |
| Allgemeine Management Practices                                                    | Portfolio Management                                                               |                                                                                        | Service Portfolio Management                                                           | Service Portfolio Management                                                           | -                                                                                  | Business Perspective                                                               |
| Service Management Practices                                                       | Business Analysis                                                                  |                                                                                        | Demand Management                                                                      | Demand Management                                                                      | Bestandteil von Capacity Management                                                | Service Delivery                                                                   |
| Allgemeine Management Practices                                                    | Relationship Management                                                            |                                                                                        | Business Relationship Management                                                       | -                                                                                      | -                                                                                  | -                                                                                  |
| Service Management Practices                                                       | Service Design                                                                     | Service Design                                                                         | Design Coordination                                                                    | -                                                                                      | -                                                                                  | -                                                                                  |
| Service Management Practices                                                       | Service Level Management                                                           |                                                                                        | Service Level Management                                                               | Service Level Management                                                               | Service Level Management                                                           | Service Delivery                                                                   |
| Service Management Practices                                                       | Service Catalogue Management                                                       |                                                                                        | Service Catalogue Management                                                           | Service Catalogue Management                                                           | Bestandteil von Service Level Management                                           | Service Delivery                                                                   |
| Allgemeine Management Practices                                                    | Information Security Management                                                    |                                                                                        | Information Security Management                                                        | Information Security Management                                                        | Security Management                                                                | Security Management                                                                |
| Allgemeine Management Practices                                                    | Supplier Management                                                                |                                                                                        | Supplier Management                                                                    | Supplier Management                                                                    | -                                                                                  |                                                                                    |
| Service Management Practices                                                       | Service Continuity Management                                                      |                                                                                        | IT Service Continuity Management                                                       | IT Service Continuity Management                                                       | IT Service Continuity Management                                                   | Service Delivery                                                                   |
| Service Management Practices                                                       | Availability Management                                                            |                                                                                        | Availability Management                                                                | Availability Management                                                                | Availability Management                                                            | Service Delivery                                                                   |
| Service Management Practices                                                       | Capacity and Performance Management                                                |                                                                                        | Capacity Management                                                                    | Capacity Management                                                                    | Capacity Management                                                                | Service Delivery                                                                   |
| Allgemeine Management Practices                                                    | Knowledge Management                                                               | Service Transition                                                                     | Knowledge Management                                                                   | Knowledge Management                                                                   | -                                                                                  |                                                                                    |
| Service Management Practices                                                       | Change Enablement                                                                  |                                                                                        | Change Management                                                                      | Change Management                                                                      | Change Management                                                                  | Service Support                                                                    |
| Service Management Practices                                                       | Service Configuration Management; IT Asset Management                              |                                                                                        | Service Asset and Configuration Management                                             | Service Asset and Configuration Management                                             | Configuration Management                                                           | Service Support                                                                    |
|                                                                                    |                                                                                    |                                                                                        | Transition Planning and Support                                                        | Transition Planning and Support                                                        | -                                                                                  |                                                                                    |
| Service Management Practices; Technische Management Practices                      | Release Management; Deployment Management                                          |                                                                                        | Release and Deployment Management                                                      | Release and Deployment Management                                                      | Bestandteil von Release Management, Deployment Management                          | Service Support, ICT Infrastructure Management                                     |
| Service Management Practices                                                       | Service Validation and Testing                                                     |                                                                                        | Service Validation and Testing                                                         | Service Validation and Testing                                                         | -                                                                                  |                                                                                    |
|                                                                                    |                                                                                    |                                                                                        | Change Evaluation                                                                      | Evaluation                                                                             | -                                                                                  |                                                                                    |
| Service Management Practices                                                       | Service Desk                                                                       | Service Operation                                                                      | Funktion: Service Desk                                                                 | Funktion: Service Desk                                                                 | Funktion: Service Desk                                                             | Service Support                                                                    |
| Technische Management Practices                                                    | Infrastructure and Platform Management                                             |                                                                                        | Funktion: Technical Management                                                         | Funktion: Technical Management                                                         | Technical Support                                                                  | ICT Infrastructure Management                                                      |
|                                                                                    |                                                                                    |                                                                                        | Funktion: IT Operations Management                                                     | Funktion: IT Operations Management                                                     | Operations                                                                         | ICT Infrastructure Management                                                      |
| Technische Management Practices                                                    | Software Development and Management                                                |                                                                                        | Funktion: Application Management                                                       | Funktion: Application Management                                                       | Application Management                                                             | Application Management                                                             |
| Service Management Practices                                                       | Incident Management                                                                |                                                                                        | Incident Management                                                                    | Incident Management                                                                    | Incident Management                                                                | Service Support                                                                    |
| Service Management Practices                                                       | Service Request Management                                                         |                                                                                        | Request Fulfilment                                                                     | Request Fulfilment                                                                     | Bestandteil von Incident Management                                                | Service Support                                                                    |
| Service Management Practices                                                       | Monitoring and Event Management                                                    |                                                                                        | Event Management                                                                       | Event Management                                                                       | Teil des Operations                                                                | ICT Infrastructure Management                                                      |
|                                                                                    |                                                                                    |                                                                                        | Access Management                                                                      | Access Management                                                                      | -                                                                                  | Security Management                                                                |
| Service Management Practices                                                       | Problem Management                                                                 |                                                                                        | Problem Management                                                                     | Problem Management                                                                     | Problem Management                                                                 | Service Support                                                                    |
| Allgemeine Management Practices                                                    | Continual Improvement                                                              | Continual Service Improvement                                                          | The 7-Step Improvement Process                                                         | The 7-Step Improvement Process                                                         | (Erweiterung des allgegenwärtigen Deming Cycle)                                    |                                                                                    |
| Allgemeine Management Practices                                                    | Measurement and Reporting                                                          |                                                                                        | -                                                                                      | Service Reporting                                                                      | Teil des Service Level Management                                                  | Service Delivery                                                                   |
| Allgemeine Management Practices                                                    | Measurement and Reporting                                                          |                                                                                        | -                                                                                      | Measurement                                                                            | -                                                                                  |                                                                                    |
|                                                                                    |                                                                                    |                                                                                        | -                                                                                      | Business Questions for CSI                                                             | -                                                                                  |                                                                                    |
|                                                                                    |                                                                                    |                                                                                        | -                                                                                      | Return on Investment for CSI                                                           | -                                                                                  |                                                                                    |
| Allgemeine Management Practices                                                    | Architecture Management                                                            | -                                                                                      | -                                                                                      | -                                                                                      | -                                                                                  | -                                                                                  |
| Allgemeine Management Practices                                                    | Workforce and Talent Management                                                    | -                                                                                      | -                                                                                      | -                                                                                      | -                                                                                  | -                                                                                  |
| Allgemeine Management Practices                                                    | Risk Management                                                                    | -                                                                                      | -                                                                                      | -                                                                                      | -                                                                                  | -                                                                                  |
| Allgemeine Management Practices                                                    | Organizational Change Management                                                   | -                                                                                      | -                                                                                      | -                                                                                      | -                                                                                  | -                                                                                  |
| Allgemeine Management Practices                                                    | Project Management                                                                 | -                                                                                      | -                                                                                      | -                                                                                      | -                                                                                  | -                                                                                  |
|                                                                                    |                                                                                    | Publikationen von ITIL v2, die keine 1:1-Zuordnung erlauben                            |                                                                                        |                                                                                        |                                                                                    |                                                                                    |
|                                                                                    |                                                                                    | verteilt; Schwerpunkt: Service Strategy                                                | verteilt; Schwerpunkt: Service Strategy                                                | verteilt; Schwerpunkt: Service Strategy                                                | Planning to Implement Service Management                                           | Planning to Implement Service Management                                           |
|                                                                                    |                                                                                    | verteilt; Schwerpunkt: Service Strategy und Service Design (z. B. Supplier Management) | verteilt; Schwerpunkt: Service Strategy und Service Design (z. B. Supplier Management) | verteilt; Schwerpunkt: Service Strategy und Service Design (z. B. Supplier Management) | The Business Perspective                                                           | The Business Perspective                                                           |

Eine Besonderheit sind noch die Allgemeinen Aktivitäten (Common Activities) im Servicebetrieb. Sie bilden als „aufrufbare“ Subroutinen eine besondere Art der Prozessanteile.

### Rollen und Funktionen
ITIL v3 prägt die Informationen zu Rollen und Funktionen weiter aus. In ITIL v2 war nur der Service Desk als Funktion definiert. Nun gibt es zusätzlich:
- Anwendungsmanagement – Application Management
- IT-Betriebsmanagement – IT Operations Management (in Version 2: ICTIM Operations)

- IT-Einrichtungsmanagement – IT Facilities Management
- Steuerung des IT-Betriebs – IT Operations Control

- Technisches Management – Technical Management (in Version 2: ICTIM Technical Support)

Mit ITIL 4 wurde diese Bezeichnung als Funktionen wieder aufgegeben. Die Inhalte sind nun unter den Practices wiederzufinden.

## Zertifizierung
Bis 2006 wurde der ITIL-Zertifizierungsstandard vom ITIL Certification Management Board (ICMB) gesteuert, bestehend aus OGC und itSMF sowie den beiden Prüfungsinstituten EXIN und ISEB. Von 2007 bis 2013 war die  APMG International kommerzieller Partner für ITIL-Zulassungen, seit 2018 ist dies PeopleCert. Von 1996 bis 2022 wurden ITIL-Zertifikate mit unbegrenzter Gültigkeit ausgestellt, seit 2023 müssen alle Zertifikate nach drei Jahren re-zertifiziert werden.
Schulungen zur Vorbereitung auf die ITIL-Prüfungen werden von Accredited Training Organizations (ATOs) durchgeführt, die bei PeopleCert akkreditiert sein müssen.
Es ist möglich, die Mitarbeiter eines Unternehmens zu zertifizieren, nicht aber Unternehmen oder Management-Systeme komplett als „ITIL-compliant“. Allerdings können Unternehmen, welche die ITIL-Richtlinien im IT-Service-Management befolgen, eine Zertifizierung unter ISO 20000 anstreben. Außerdem vereinfacht eine geordnete Prozessstruktur nach ITIL v3 oft die Abnahme auch nicht direkt verwandter Audits und anderer normativer Überprüfungen, die sich an einer definierten Prozess-Struktur orientieren wie zum Beispiel die Compliance Audits des Sarbanes-Oxley Act.

## Kritik und Anwendungsprobleme
Laut einer Studie von MSG Services AG, in der über 300 mittelständische Unternehmen befragt wurden, hielten die Unternehmen ITIL v3 zwar für Konzerne für äußerst hilfreich, aber für zu komplex für Mittel- und Kleinunternehmen. Die Prozesse seien nicht für kleinere Unternehmen angelegt, zu methodisch und zu langwierig, so der Großteil der Befragten. Um den Bedürfnissen der KMU gerecht zu werden, wünscht sich die Mehrheit der Befragten eine „Light Version“, also eine reduzierte Version der Prozessbeschreibungen. Laut einem Bericht von expertplace consulting sei das Problem vieler KMU, dass man zwar viel Geld in Konzeptionen investiere, diese jedoch zu wenig auf der operativen Ebene verankert seien. Bei Schwierigkeiten verharre man in den Theorien, anstatt nach praktischen Lösungsansätzen zu suchen. Einer Statistik von Compass Deutschland zufolge ist die Produktivität der Betriebe, welche nach dem Regelwerk ITIL v3 arbeiten, sogar gesunken, weil die Prozesse oft falsch implementiert werden. Zusammengefasst wird die Kritik folgendermaßen: „Die Wirtschaftlichkeit lässt sich in der Praxis nicht beurteilen, ein systematischer Aufbau muss in jeder Firma selbst erarbeitet werden, die Klarheit leidet unter einem fehlenden hierarchischen Aufbau und die Richtigkeit lässt sich durch die Formulierung in natürlicher Sprache nicht überprüfen.“